# BNIX
De Belgian National Internet eXchange is het grootste Belgische peeringpunt. Het wordt beheerd door Belnet, het Belgische netwerk voor hogescholen, universiteiten en overheidsinstanties.
De doelstelling van BNIX is het actief optimaliseren van het uitwisselen van nationaal dataverkeer tussen de verschillende internetproviders in België.
Via BNIX kunnen Belgische bedrijven aan peering doen. Er zijn diverse type bedrijven aangesloten op dit nationaal peeringpunt: Internet access providers, content providers, hosting providers. Eind 2020 waren er een 57 deelnemers aangesloten.
De gemiddelde trafiek in 2020 bedroeg 220 Gbit/s, een verviervoudiging ten opzichte van 2013.